# Silvorchis
Silvorchis es un género de orquídeas perteneciente a la subfamilia Epidendroideae dentro de la familia Orchidaceae. Tiene una especie.

## Especies
| - Silvorchis colorata J.J.Smith |